# 文定王后

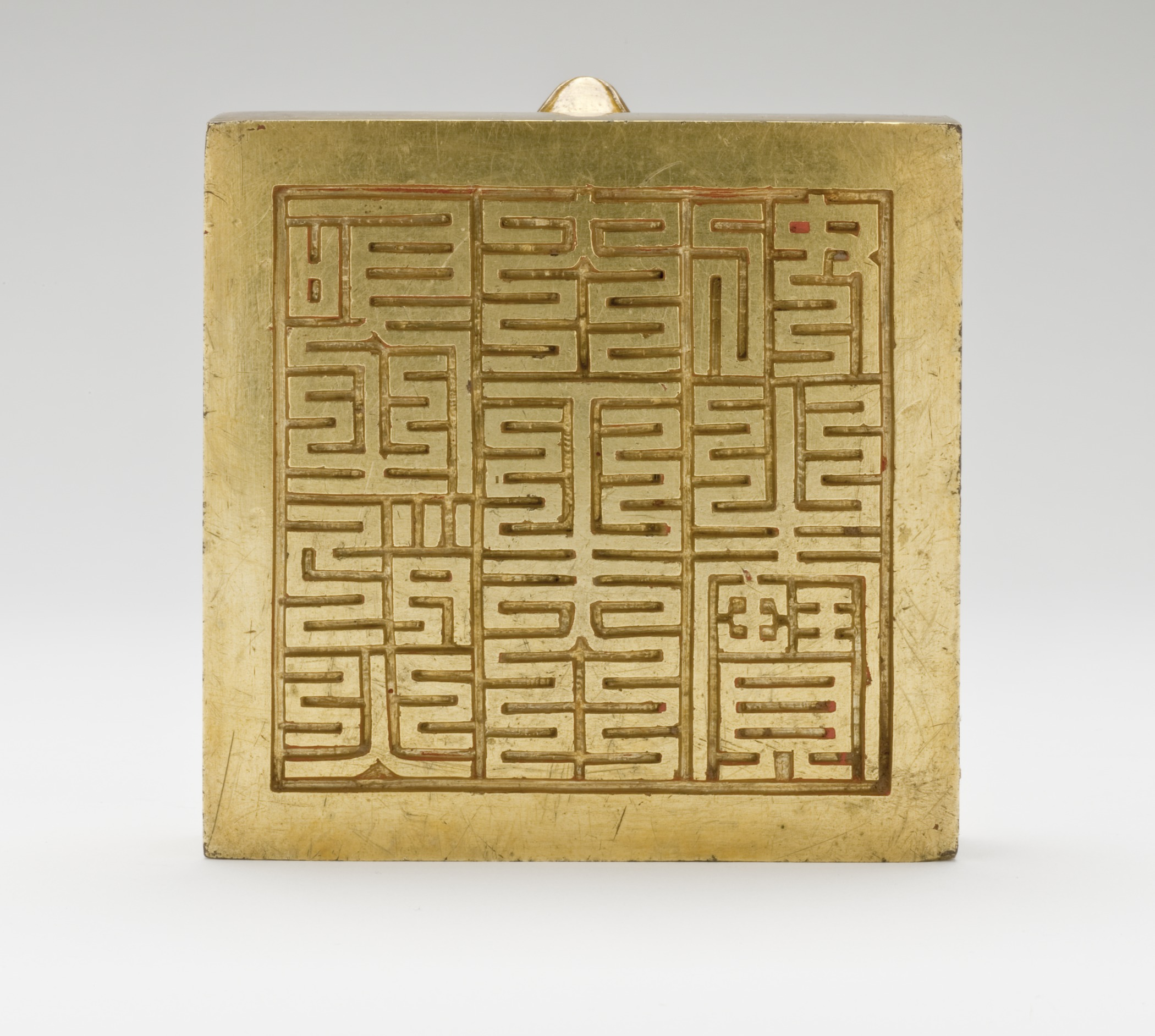
御宝（印章）。文字は向かって左から縦書き（字体は反転）で聖烈仁明文定王后宝である

文定王后 尹氏（ぶんていおうこう いんし、ムンジョンワンフ ユンシ、1501年12月2日 - 1565年5月5日）は、李氏朝鮮第13代国王明宗の生母。李氏朝鮮第11代国王中宗の3人目の王妃。本貫は坡平尹氏。諡号は聖烈仁明文定王后。坡山府院君・靖平公尹之任と全城府夫人・李氏の娘。
国母として強い権力を持ったが、尹氏一族を中心に反対派を弾圧した他に親族を政府の要職に登用したことで国力を疲弊させた。

## 生涯
1515年に章敬王后が産褥死すると、1517年に揀択、17歳で王妃に冊封された。章敬王后と世祖の正室であった貞熹王后は遠縁にあたる。彼女は世子（のちの仁宗）を保護する責任があったので、後日彼女の政治的立場が強化される名分になった。最初は血の繋がっていなかった世子を可愛がっていたが、1534年に慶源大君を産むと世子が邪魔になって暗殺を狙い始めた。
中宗晩年期から弟の尹元衡（小尹）と側近で尹元衡の妻鄭蘭貞らと共に朝政に介入し、1544年11月、中宗が没すると王大妃となり、1545年8月に継子の仁宗が没し、同月に慶源大君が12歳で即位して明宗となると大王大妃に転じ、後見として垂簾聴政を行い、優れた政治感覚と儒教的な見識を発揮して家臣たちを制圧した。その頃の朝鮮半島では凶作が続いて餓死者が多かったが、文定王后は何の対策も立てずに民を見殺しにした。その一方で、賄賂で政治を腐敗させた。垂簾聴政後も死ぬ間際まで朝政に介入し続けた。
仏教を篤く信じていたことから仏教に対する保護政策を図り、反仏教的な儒者から批判を受けた。
文定王后は特に普雨という僧侶を寵愛し、1548年に普雨を奉恩寺住持にし、科挙の僧科試験と度牒制を復活させた。奉恩寺住持になった普雨を正二品の兵曹判書（現・国防部長官に相当）に封じたことで臣下から反感を買った。
1565年5月5日、崩御。享年64歳。陵はソウル特別市蘆原区孔陵洞にある泰陵。
文定王后の死後、尹元衡と鄭蘭貞は失脚の末に服毒自殺を図り、普雨は流刑先の済州島で殺された。

## 家族
- 父：尹之任（1475年-1534年） - 貞熹王后尹氏の弟 尹士昕の曾孫
- 母：全城府夫人 全義李氏（1475年-1511年）
- 兄：尹元亮（1495年-1569年） - 敦寧都正。仁宗の後宮 淑嬪尹氏の父
- 弟：尹元老（朝鮮語版） - 敦寧府都正。息子の尹百源が孝恵公主（中宗・章敬王后尹氏の子）の娘、金善玉（権臣金安老（朝鮮語版）の孫）と結婚
- 弟：尹元衡 - 領議政瑞原府院君。継妻は鄭蘭貞
- 夫：中宗
- 息子：明宗（慶源大君）
- 娘：懿恵公主（1521年-1564年 名は玉蘭。淸原尉 韓景禄に降嫁。3男1女を儲ける。）
- 娘：孝順公主（1522年-1538年 名は玉蓮。綾原尉 具思顔に降嫁。難産の為死去。）
- 娘：敬順公主（1530年-1584年 名は玉賢。霊川尉 申檥に降嫁。1男を儲ける。）
- 娘：仁順公主（1542年-1545年 早世。
- 性別不詳：(1528年)　早世。※王女の可能性が高いという。

## 文定王后が登場する作品

### 小説
- 女人天下 - 朴鍾和による小説作品。1959年刊行。
- 王妃の男たち - ユン・テヒョンによる小説作品。2007年刊行。ISBN 9788986277852

### 映画
- 文定王后（朝鮮語版）（1967年、配役: チェ・ウニ）

### テレビドラマ
- 校洞の奥様（MBC 1981年、配役: キム・ヨンリム（朝鮮語版））
- 朝鮮王朝五百年 風蘭（MBC 1985年、配役: キム・ヘジャ）
- 林巨正-快刀イム・コッチョン（朝鮮語版）（SBS 1996年、配役: キム・チョン）
- 王朝の暁 〜趙光祖伝〜（KBS 1996年、配役: キム・ミンジョン
- 女人天下（SBS 2001年、配役: チョン・イナ）
- 宮廷女官チャングムの誓い（MBC 2003年、配役: パク・チョンスク（朝鮮語版））
- 新伝説の故郷 2008年 鬼書（朝鮮語版）（KBS 2008年、配役: イ・ドッキ（朝鮮語版））
- 天命（MBC 2013年、配役: パク・ジヨン（朝鮮語版））
- オクニョ 運命の女（MBC 2016年、配役: キム・ミスク（英語版））
- 魔女宝鑑 〜ホジュン、若き日の恋〜（JTBC 2016年、配役: キム・ヨンエ）
- 朝鮮生存記（朝鮮語版）（TV朝鮮 2019年、配役: イ・ギョンジン（朝鮮語版））

| 先代 章敬王后                  | 朝鮮王妃 在位：1517年 - 1544年     | 次代 仁聖王后 |
| 先代 貞顕王后                  | 朝鮮大妃 在位：1544年 - 1545年     | 次代 仁聖王后 |
| 先代 昭恵王后（追尊） 安順王后 | 朝鮮大王大妃 在位：1545年 - 1565年 | 次代 仁穆王后 |